# Guido Fiandino
Guido Fiandino (* 12. Januar 1941 in Savigliano, Provinz Cuneo, Italien) ist ein italienischer römisch-katholischer Geistlicher und emeritierter Weihbischof in Turin.

## Leben
Guido Fiandino empfing am 28. Juni 1964 durch den Weihbischof in Turin, Francesco Bottino, das Sakrament der Priesterweihe.
Am 21. Juni 2002 ernannte ihn Papst Johannes Paul II. zum Titularbischof von Aleria und bestellte ihn zum Weihbischof in Turin. Der Erzbischof von Turin, Severino Kardinal Poletto, spendete ihm am 20. Juli desselben Jahres die Bischofsweihe; Mitkonsekratoren waren der Apostolische Nuntius in Italien, Erzbischof Paolo Romeo, und der Bischof von Acqui, Pier Giorgio Micchiardi.
Papst Franziskus nahm am 10. Februar 2016 seinen altersbedingten Rücktritt an.